# Моллер, Александр Николаевич
Алекса́ндр Никола́евич Мо́ллер (1885 — 1945) — полковник лейб-гвардии Финляндского полка, герой Первой мировой войны, генерал-майор Донской армии.

## Биография
Православный. Из потомственных дворян Санкт-Петербургской губернии. Сын генерал-майора Николая Петровича Моллера. 
Окончил 1-й кадетский корпус (1902) и Павловское военное училище (1904), откуда выпущен был подпоручиком в 94-й пехотный Енисейский полк.
10 февраля 1905 года переведен в 85-й пехотный Выборгский полк, участвовал в русско-японской войне. 10 сентября 1907 года произведен в поручики. 21 января 1908 года переведен в лейб-гвардии Финляндский полк подпоручиком. Произведен в поручики 6 декабря 1911 года, в штабс-капитаны — 6 декабря 1912 года.
В Первую мировую войну вступил в рядах финляндцев. Пожалован Георгиевским оружием
За то, что 19 и 20 июля 1915 года в бою у д. Кулик, командуя батальоном, несмотря на губительный огонь противника, его неоднократные атаки и обход фланга, не только удержался на занятой батальоном позиции, но и остановил дальнейшее наступление противника, чем облегчил отход наших частей.
Удостоен ордена Св. Георгия 4-й степени
За то, что 23 июля 1915 года в бою у дер. Верещин, командуя сначала одним, а затем двумя батальонами и получив приказание поддержать батальон того же полка, фланг которого был обнажен, лично повел роты своего батальона вперед, под убийственным огнем противника, отбил наступление и восстановил положение, а затем, будучи обойден, с обоих флангов, удержал свою позицию и вынудил противника отойти, чем предотвратил потерю всей позиции. Будучи контужен, остался во главе своих частей.
Произведен в капитаны 1 августа 1916 года, в полковники — 28 сентября того же года. С 1 июня 1917 года назначен командующим лейб-гвардии Финляндским полком, в каковой должности состоял до 2 декабря 1917 года. Затем вступил в Донскую армию. Участвовал в Степном походе в должности командира инженерной сотни. Весной—летом 1918 года был начальником Северного отряда войск Хоперского района. До 26 августа 1918 года был командиром лейб-гвардии Финляндского полка, возрожденного в Донской армии, до 28 марта 1919 года — начальником 2-й Донской стрелковой бригады, затем состоял в распоряжении дежурного генерала штаба Донской армии. 2 сентября 1919 года назначен командиром 1-го сводно-гвардейского пехотного полка, затем служил в своем полку в 1-й гвардейской пехотной дивизии. 23 сентября назначен командиром 2-го сводно-гвардейского полка, 12 октября — командиром 1-й бригады Гвардейской пехотной дивизии. В ноябре—декабре 1919 года командовал группой из гвардейских частей, с 13 февраля 1920 года — остатками 2-го сводно-гвардейского полка. Участвовал в Бредовском походе. Был произведен в генерал-майоры. В Русской армии барона Врангеля служил в 1-м сводно-гвардейском полку до эвакуации Крыма.
В 1921 году — член Морского клуба в Галлиполи, затем в эмиграции в Югославии (Котор), Франции, затем в Германии. Жил в Данциге, состоял членом полкового объединения. Организовывал набор белоэмигрантов на службу к нацистам, за что и был арестован после взятия Красной Армией Данцига. Умер в мае 1945 года в лагере под Данцигом. Был женат.

## Награды
- Орден Святой Анны 4-й степени с надписью «За храбрость» (ВП. 18.06.1906)
- Орден Святого Станислава 3-й степени (ВП 06.12.1912)
- Орден Святой Анны 3-й степени с мечами и бантом (ВП 10.11.1914)
- Орден Святой Анны 2-й степени с мечами (ВП 4.03.1915)
- Орден Святого Владимира 4-й степени с мечами и бантом (ВП 8.04.1915)
- Мечи и бант к ордену Святого Станислава 3-й ст. (ВП 30.04.1915)
- Орден Святого Станислава 2-й степени с мечами и бантом (ВП 2.05.1915)
- Высочайшее благоволение «за отличия в делах против неприятеля» (ВП 23.01.1916)
- Высочайшее благоволение «за отличия в делах против неприятеля» (ВП 18.02.1916)
- Орден Святого Георгия 4-й степени (ВП 18.07.1916)
- Георгиевское оружие (ВП 26.09.1916)
- Высочайшее благоволение «за отличия в делах против неприятеля» (ВП 21.11.1916)
- Орден Святого Владимира 3-й степени с мечами (ПАФ 30.09.1917)